# Порт-Стенлі

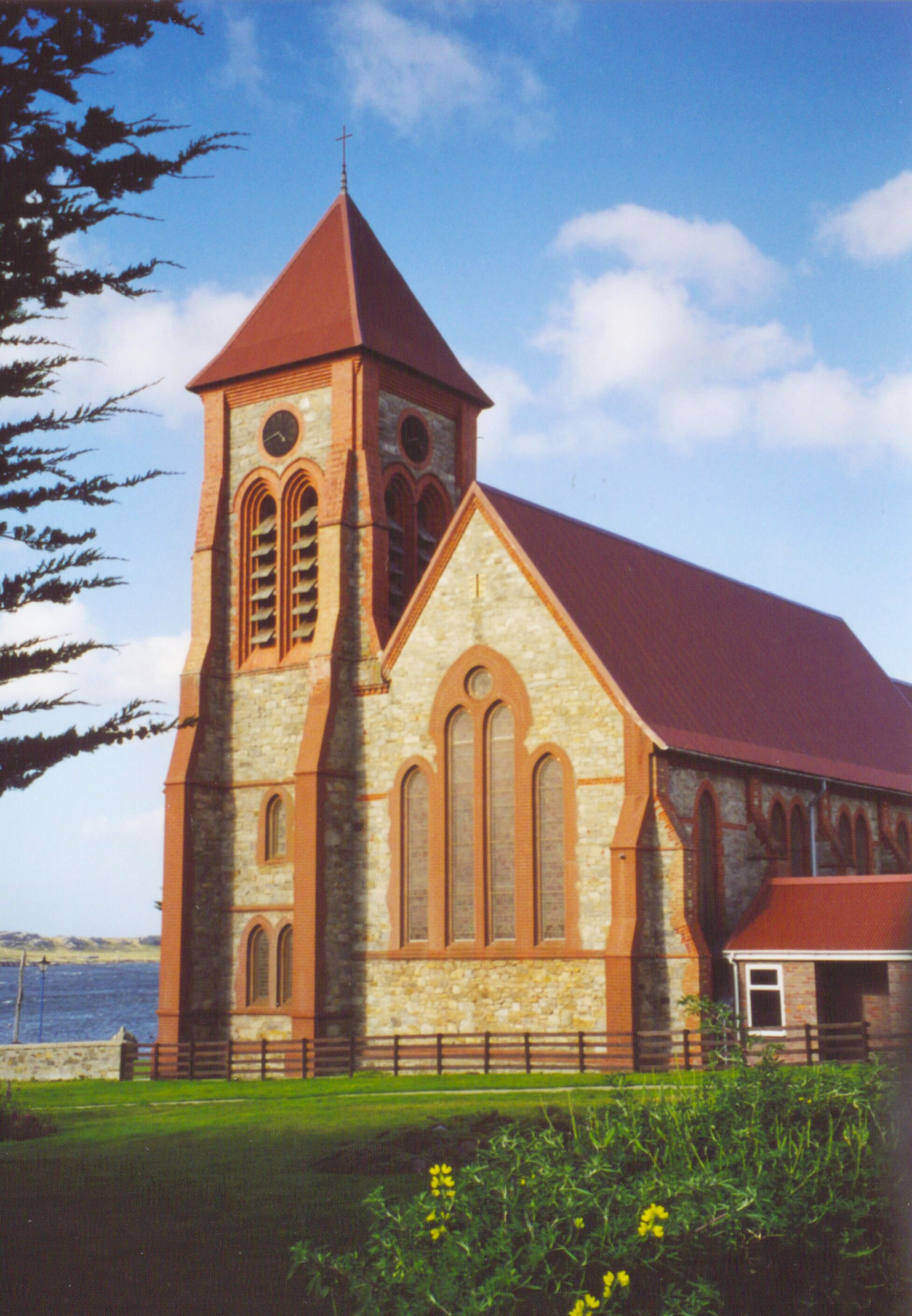
Кафедральний собор Крайстчерч, Стенлі

Порт-Стенлі (англ. Port Stanley), або Стенлі (англ. Stanley), або Пуерто-Аргентіно (ісп. Puerto Argentino) — столиця та найбільше поселення Фолклендських островів, заморської території Великої Британії, розташованої біля узбережжя Південної Америки.
У місті розташовані: музей Фолклендських островів, резиденція губернатора та уряду, а також англіканський кафедральний собор.

## Географія
Місто розташоване на Східному острові, на узбережжі Атлантичного океану. Відповідно перепису 2006 року в місті проживало 2115 осіб.

### Клімат
Місто знаходиться у зоні, котра характеризується кліматом полярних пустель. Найтепліший місяць — лютий із середньою температурою 11.1 °C (52 °F). Найхолодніший місяць — червень, із середньою температурою 2.2 °С (36 °F).
| Клімат Стенлі           | Клімат Стенлі | Клімат Стенлі | Клімат Стенлі | Клімат Стенлі | Клімат Стенлі | Клімат Стенлі | Клімат Стенлі | Клімат Стенлі | Клімат Стенлі | Клімат Стенлі | Клімат Стенлі | Клімат Стенлі | Клімат Стенлі |
| Показник                | Січ.          | Лют.          | Бер.          | Квіт.         | Трав.         | Черв.         | Лип.          | Серп.         | Вер.          | Жовт.         | Лист.         | Груд.         | Рік           |
| Абсолютний максимум, °C | 26            | 25            | 25            | 18            | 13            | 11            | 12            | 11            | 16            | 18            | 23            | 23            | 26            |
| Середній максимум, °C   | 14            | 14            | 12            | 8             | 6             | 3             | 4             | 5             | 6             | 9             | 11            | 13            | 9             |
| Середня температура, °C | 10            | 11            | 9             | 6             | 4             | 2             | 2             | 3             | 4             | 6             | 8             | 10            | 6             |
| Середній мінімум, °C    | 7             | 7             | 6             | 3             | 2             | 0             | 1             | 1             | 1             | 2             | 4             | 6             | 3             |
| Абсолютний мінімум, °C  | 2             | 0             | 0             | −2            | −4            | −6            | −8            | −5            | −6            | −3            | 0             | 0             | −8            |
| Днів з опадами          | 27            | 24            | 25            | 28            | 29            | 27            | 27            | 26            | 25            | 26            | 26            | 26            | 316           |
| Днів з дощем            | 27            | 24            | 25            | 27            | 25            | 22            | 22            | 21            | 21            | 24            | 26            | 26            | 290           |
| Днів зі снігом          | 0             | 0             | 1             | 5             | 9             | 14            | 11            | 12            | 10            | 7             | 1             | 3             | 73            |
| ----------------------- | ------------- | ------------- | ------------- | ------------- | ------------- | ------------- | ------------- | ------------- | ------------- | ------------- | ------------- | ------------- | ------------- |
| Джерело: Weatherbase    |               |               |               |               |               |               |               |               |               |               |               |               |               |

## Історія
Спочатку столицею островів був Порт-Луїс, котрий знаходиться північніше Стенлі. Проте потім було прийнято рішення про переміщення столиці на нове місце. Так в 1843 році розпочалися роботи з будівництва міста, а в 1845 році в нього були перенесені державні установи. Місто було названо в честь лорда Стенлі, котрий обіймав посаду Державного секретаря колоній в той час.